# Zenon Różycki
Zenon Adam Różycki (Poznań, 18 de dezembro de 1913 - 31 de março de 1992) é um ex-basquetebolista polonês que integrou a seleção polonesa que competiu nos VI Jogos Olímpicos de Verão realizados em Berlim em 1936.